# Digestivi
Digestivi su lijekovi za nadomjesnu terapiju kod smanjene sekrecije probavnih enzima.

Takvo stanje može biti posljedica, primjerice, kroničnog pankreatitisa. Kod takve bolesti (najčešći uzrok je alkoholizam, ali se može javiti i zbog nekih drugih nedovoljno poznatih uzroka) javlja se bol u trbuhu, ponekad stalno, a ponekad na mahove. Napredovanjem kroničnog pankreatitisa stanice koje luče probavne enzime polagano, ali sigurno propadaju i lučenje probavnih enzima se smanjuje. Na kraju, funkcija lučenja probavnih enzima u potpunosti zakazuje, a mogu biti oštećene i Langerhansove stanice, pa se razvija šećerna bolest. Kao rezultat nedostatka probavnih enzima javljaju se neugodne tegobe kao što su obilne, smrdljive stolice. Stolica je svijetla i masna, pa čak može sadržavati uljne kapljice. Slaba apsorpcija dovodi do gubitka težine i pothranjenosti. Ovakvo stanje može se poboljšati uzimanjem lijekova koji sadržavaju enzime pankreasa. U pitanju je, zapravo, nadomjesna terapija.